# Blich (Ukraina)
Blich (ukr. Бліх) – wieś na Ukrainie w obwodzie tarnopolskim, w rejonie tarnopolskim. W 2001 r. liczyła 216 mieszkańców.
Do 2020 w rejonie zborowskim.